# Semelle de labour
Pour les articles homonymes, voir semelle.

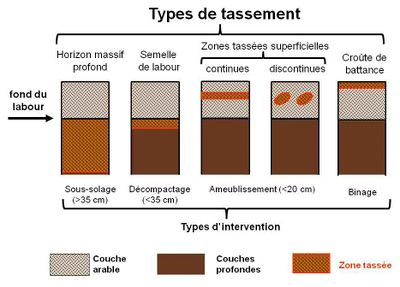
Types de compaction du sol.

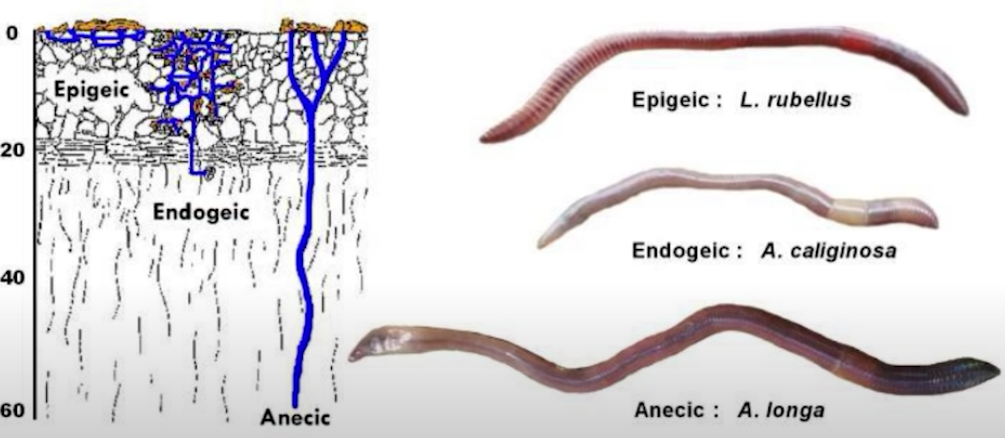
Les trois principales catégories écologiques de vers de terre. La semelle de labour (située à plus de 20 cm de profondeur) peut être percée et « reperméabilisée » par les anéciques, permettant aux racines de s'étendre au-delà de cette couche compacte, et d'accéder à des réserves hydriques plus profondes.

La semelle de labour est une couche compacte du sol située à la base du labour (sous le passage du soc) de la couche arable. Elle mesure quelques centimètres d'épaisseur et contribue au tassement du sol par le passage du soc de charrue. 

## Inconvénients
- La semelle de labour limite fortement le passage de l'air. Il y a donc créations de conditions anoxiques sous une semelle de labour.
- Cette couche limite également le drainage de l'eau, le sol est donc saturé pendant plus longtemps au-dessus d'une semelle de labour et les conditions deviennent temporairement anoxiques.
- Les racines auront du mal à traverser une semelle de labour ce qui ralentira le développement de la plante.
- Diminution de la réserve utile en eau.

## Solutions
- Utilisation de la machine à bêcher.
- Limitation du passage d'engins agricoles lourds.
- Techniques culturales sans labour.
- Sous-solage qui détruit la semelle de labour
- Culture ou maintien de plantes vivaces à enracinement profond (luzerne, rumex aux puissantes racines pivotantes) qui contribuent à fissurer la semelle[2].